# Lijst van Nederlandse deelnemers aan de Paralympische Winterspelen 1984
Deze lijst van Nederlandse deelnemers aan de Paralympische Winterspelen 1984 in Innsbruck. geeft een overzicht van de sporters die zich hebben gekwalificeerd voor de Spelen.
| Paralympiër   | Sport       | Onderdeel                                                                                  | Ervaring |
| ------------- | ----------- | ------------------------------------------------------------------------------------------ | -------- |
| Karel Hanse   | Alpineskiën | Alpine-combinatie Klasse LW2 Afdaling Klasse LW2 Reuzenslalom Klasse LW2 Slalom Klasse LW2 | Debutant |
| Wiel Bouten   | Alpineskiën | Alpine-combinatie Klasse LW2 Afdaling Klasse LW2 Reuzenslalom Klasse LW2 Slalom Klasse LW2 | Debutant |
| Tineke Hekman | Langlaufen  | 5 km Klasse B1 10 km Klasse B1                                                             | Debutant |
| Jan Visser    | Langlaufen  | 15 km Klasse B2 10 km Klasse B2                                                            | Debutant |
| Willem Hofma  | Priksleeën  | 100 m Klasse Gr II 500 m Klasse Gr II 1000 m Klasse Gr II 1500 m Klasse Gr II              | Debutant |
| Henk de Jong  | Priksleeën  | 100 m Klasse Gr II 500 m Klasse Gr II 1000 m Klasse Gr II 1500 m Klasse Gr II              | Debutant |